# Krajowa Izba Lekarsko-Weterynaryjna
Krajowa Izba Lekarsko-Weterynaryjna – krajowa reprezentacja samorządu zawodowego zrzeszającego i reprezentującego lekarzy weterynarii, w obecnym kształcie przywróconego w 1990 r. Zajmuje się nadzorem nad należytym wykonaniem zawodu lekarza weterynarii.

## Zadania
Głównymi zadaniami izby są:
- nadawanie prawa wykonywania zawodu lekarza weterynarii,
- prowadzenie rejestru lekarzy weterynarii,
- nadzór nad zakładami leczniczymi dla zwierząt,
- prowadzenie rejestru zakładów leczniczych dla zwierząt,
- sprawowanie pieczy i nadzoru nad należytym i sumiennym wykonywaniem zawodu lekarza weterynarii,
- ustanawianie obowiązujących lekarzy weterynarii zasad etyki i deontologii weterynaryjnej oraz dbałość o ich przestrzeganie,
- sprawowanie sądownictwa lekarsko-weterynaryjnego w zakresie odpowiedzialności zawodowej lekarzy weterynarii oraz sądownictwa polubownego,
- udział w sprawach specjalizacji zawodowej lekarzy weterynarii,
- opiniowanie projektów ustaw i innych aktów prawnych dotyczących ochrony zdrowia zwierząt, weterynaryjnej ochrony zdrowia publicznego, ochrony środowiska i wykonywania zawodu lekarza weterynarii, bądź występowanie o ich wydanie.

## Struktura
Aktualnym Prezesem Krajowej Izby Lekarsko-Weterynaryjnej jest lek. wet. Marek Mastalerek.
Na obszarach poszczególnych województw (lub grup województw) działają okręgowe izby lekarsko-weterynaryjne. Okręgową izbę lekarsko-weterynaryjną stanowią lekarze wpisani do rejestru jej członków.
Jest to organ niezależnego samorządu lekarsko-weterynaryjnego utrzymujący się ze składek członków i będący niezależną instytucją samorządową. Instytucje: Krajowa Izba Lekarsko Weterynaryjna jak i Okręgowe(wojewódzkie)Izby Lekarsko-Weterynaryjne jak i Rzecznik Odpowiedzialności Zawodowej lekarzy-Weterynarii nie podlegają kontroli administracji.

## Historia
Organy samorządu zawodowego lekarzy weterynarii powołano po raz pierwszy na podstawie dekretu z 1945 r. o izbach lekarsko-weterynaryjnych w celu sprawowania nadzoru na właściwym wykonywaniem zawodu, określaniem zasad etyki oraz obrony interesów zawodu lekarza weterynarii. Na podstawie rozporządzenie Ministra Rolnictwa i Reform Rolnych z 1946 r. w sprawie wykonania dekretu z dnia 6 czerwca 1945 r. o izbach lekarsko-weterynaryjnych ustalono szczegółowe zasady funkcjonowania izby lekarsko-weterynaryjnej.
Każda izba lekarsko-weterynaryjna posiadała osobowość prawną.

### Zakres działania
Do zakresu działania izb lekarsko-weterynaryjnych należało:
- współdziałanie z władzami państwowymi i samorządowymi w sprawach zdrowia publicznego w zakresie weterynaryjnym, zwalczania zaraźliwych chorób zwierzęcych, lecznictwa zwierząt oraz higieny i hodowli zwierząt;
- strzeżenie i krzewienie etyki, godności i sumienności zawodowej wśród członków;
- współdziałanie z władzami państwowymi w sprawie wykonywania nadzoru nad praktyką lekarsko-weterynaryjną;
- przedstawicielstwo zawodu lekarsko-weterynaryjnego i obrona jego interesów;
- współdziałanie z władzami państwowymi w sprawie kształtowania programu studiów w wyższych uczelniach weterynaryjnych oraz programu przedmiotów weterynaryjnych w innych uczelniach;
- piecza nad stanem materialnym członków izby, a w szczególności zakładanie za zgodą właściwej władzy i wprowadzenie przymusowych instytucji ubezpieczeniowych oraz wzajemnej pomocy dla członków izb lekarsko-weterynaryjnych i ich rodzin;
- popieranie instytucji i prac naukowych oraz zakładanie, prowadzenie lub popieranie prac i instytucji społecznych, związanych z zawodem lekarsko-weterynaryjnym;
- sądownictwo dyscyplinarne;
- sądownictwo polubowne.

### Regulamin
Na podstawie rozporządzenie Ministra Rolnictwa i Reform Rolnych z 1946 r. w sprawie wykonania dekretu z dnia 6 czerwca 1945 r. o izbach lekarsko-weterynaryjnych ustalono regulamin Izby.
Regulamin izby zawierał przepisy:
- o organizacji i trybie urzędowania organów, instytucji i biur izby;
- o sposobie prowadzenia ewidencji członków izby;
- o sposobie uiszczania składek wpisowych i rocznych oraz innych opłat na rzecz izby;
- w sprawach zleconych przez Ministra Rolnictwa i Reform Rolnych;
- w innych sprawach, przewidzianych rozporządzeniem.

Każda izba lekarsko-weterynaryjna posiadała regulamin, uchwalony przez walne zgromadzenie. Regulaminy okręgowych izb lekarsko-weterynaryjnych zatwierdzała Naczelna Izba Lekarsko-Weterynaryjna, regulamin zaś Naczelnej Izby Lekarsko-Weterynaryjnej - Minister Rolnictwa i Reform Rolnych.
Regulamin izby  przekazywał wykonywanie niektórych czynności zarządu izby w miejscowościach, oddalonych od siedziby izby, ustanowionym w tym celu delegatom. Delegatów wyznaczał zarząd izby spośród członków izby, zamieszkałych w danej miejscowości.
Izba lekarsko-weterynaryjna zwolniona były od wszelkich państwowych opłat i podatków w tym samym zakresie i w tych samych przypadkach, w jakich obowiązujące przepisy przewidywały to w stosunku do związków samorządu terytorialnego.  
Minister Rolnictwa i Reform Rolnych ustalił w drodze rozporządzenia ustrój i działalność Naczelnej Izby Lekarsko-Weterynaryjnej i okręgowych izb lekarsko-weterynaryjnych, obowiązki i prawa ich członków, ustrój sądownictwa dyscyplinarnego oraz zasady nadzoru państwowego nad izbami lekarsko-weterynaryjnymi.

### Zniesienie
Na podstawie dekretu z 1954 r. o zniesieniu izb lekarsko-weterynaryjnych zlikwidowano izby lekarsko-weterynaryjne, aż do ich przywrócenia w 1990 r.